# Port Sulphur
Port Sulphur is een plaats (census-designated place) in de Amerikaanse staat Louisiana, en valt bestuurlijk gezien onder Plaquemines Parish.

## Demografie
Bij de volkstelling in 2000 werd het aantal inwoners vastgesteld op 3115.

## Geografie
Volgens het United States Census Bureau beslaat de plaats een oppervlakte van
22,0 km², waarvan 15,7 km² land en 6,3 km² water. Port Sulphur ligt op ongeveer -1 m boven zeeniveau.

## Plaatsen in de nabije omgeving
De onderstaande figuur toont nabijgelegen plaatsen in een straal van 44 km rond Port Sulphur.